# Republika (stranka)
Republika je hrvatska liberalna i centristička politička stranka. U ekonomiji promiče liberalizam i socijalne politike, a opće su joj odrednice gospodarski i pravni reformizam te borba protiv korupcije. Osnivač i trenutačni predsjednik stranke je Damir Vanđelić. 
Stranku je 2. prosinca 2023. osnovao i predstavio javnosti Damir Vanđelić uoči parlamentarnih izbora 2024. godine. Na tim je izborima Republika stupila u koaliciju s Fokusom čiji je predsjednik tada bio Davor Nađi. Jedan od ključnih ciljeva koalicije je suzbitak korupcije.
Koalicija je s osvojenih 2.25% glasova osvojila jedan mandat.

## Naziv
Ime Republika inspirirano je Dubrovačkom Republikom. Strani naziv stranke je Res publica (lat. „javna stvar”).